# Поєніле-Загрей
Поєніле-Загрей (рум. Poienile Zagrei) — село у повіті Бистриця-Несеуд в Румунії. Входить до складу комуни Загра.
Село розташоване на відстані 357 км на північний захід від Бухареста, 33 км на північний захід від Бистриці, 84 км на північний схід від Клуж-Напоки.

## Населення
За даними перепису населення 2002 року у селі проживали 967 осіб. Рідною мовою 965 осіб (99,8%) назвали румунську.
Національний склад населення села:
| Національність | Кількість осіб | Відсоток |
| -------------- | -------------- | -------- |
| румуни         | 807            | 83,5%    |
| цигани         | 158            | 16,3%    |